# Маковеєво (Псковська область)
Маковеєво (рос. Маковеево) — присілок в Локнянському районі Псковської області Російської Федерації.
Населення становить 41 особу. Входить до складу муніципального утворення Подберезинская волость.

## Історія
Від 2015 року входить до складу муніципального утворення Подберезинская волость.

## Населення
| 2001 | 2002 | 2010 |
| ---- | ---- | ---- |
| 56   | ↘52  | ↘41  |